# Lättvikt i boxning vid olympiska sommarspelen 1980
Resultat från boxning vid olympiska sommarspelen 1980 och herrarnas lättvikt. De 29 boxarna vägde under 60 kg. Tävlingarna arrangerades i Indoor Stadium of the Olympiski Sports Complex i Moskva.

## Medaljörer
| Klass    | Guld                 | Silver                            | Brons                            |
| Lättvikt | Ángel Herrera · Kuba | Viktor Demyanenko · Sovjetunionen | Kazimierz Adach · Polen          |
| Lättvikt | Ángel Herrera · Kuba | Viktor Demyanenko · Sovjetunionen | Richard Nowakowski · Östtyskland |

## Resultat

### Första rundan
| Vinnare                   | Resultat      | Förlorare                      |
| Första rundan             | Första rundan | Första rundan                  |
| ------------------------- | ------------- | ------------------------------ |
| Richard Nowakowski (GDR)  | 5-0           | Christopher Ossai (NGR)        |
| Tibor Dezamits (HUN)      | 5-0           | Alphonse Matoubela (CGO)       |
| Yordan Lessov (BUL)       | KO-1          | Patrice Martin (BEN)           |
| Jong Jo-Ung (PRK)         | RSC-2         | Rabani Ghulam (AFG)            |
| Viktor Demyanenko (URS)   | DSQ-2         | Mohamed Bangura (SLE)          |
| Geza Tumbas (YUG)         | 4-1           | Norm Stevens (AUS)             |
| Ángel Herrera (CUB)       | 5-0           | Carlo Russolillo (ITA)         |
| Galsandorj Batbileg (MGL) | 5-0           | Alberto Mendes Coelho (ANG)    |
| Jesper Garnell (DEN)      | 5-0           | Sylvain Rajefiarison (MAD)     |
| Kazimierz Adach (POL)     | RSC-2         | Bounphisith Songkhamphou (LAO) |
| Omari Golaya (TAN)        | 5-0           | Kalervo Alanenpää (SWE)        |
| Florian Livadaru (ROU)    | DSQ-3         | Tadesse Haile (ETH)            |
| Sean Doyle (IRL)          | RSC-2         | Nelson Trujillo (VEN)          |

### Andra rundan
| Vinnare                   | Resultat     | Förlorare              |
| Andra rundan              | Andra rundan | Andra rundan           |
| ------------------------- | ------------ | ---------------------- |
| George Gilbody (GBR)      | 4-1          | Blackson Siukoko (ZAM) |
| Richard Nowakowski (GDR)  | RSC-1        | Geofrey Nyeko (UGA)    |
| Yordan Lessov (BUL)       | 4-1          | Tibor Dezamits (HUN)   |
| Viktor Demyanenko (URS)   | 5-0          | Jong Jo-Ung (PRK)      |
| Ángel Herrera (CUB)       | 5-0          | Geza Tumbas (YUG)      |
| Galsandorj Batbileg (MGL) | 4-1          | Jesper Garnell (DEN)   |
| Kazimierz Adach (POL)     | 5-0          | Omari Golaya (TAN)     |
| Florian Livadaru (ROU)    | RSC-1        | Sean Doyle (IRL)       |

### Kvartsfinaler
| Vinnare                  | Resultat      | Förlorare                 |
| Kvartsfinaler            | Kvartsfinaler | Kvartsfinaler             |
| ------------------------ | ------------- | ------------------------- |
| Richard Nowakowski (GDR) | 5-0           | George Gilbody (GBR)      |
| Viktor Demyanenko (URS)  | 5-0           | Yordan Lessov (BUL)       |
| Ángel Herrera (CUB)      | 5-0           | Galsandorj Batbileg (MGL) |
| Kazimierz Adach (POL)    | RSC-3         | Florian Livadaru (ROU)    |

### Semifinaler
| Vinnare                 | Resultat    | Förlorare                |
| Semifinaler             | Semifinaler | Semifinaler              |
| ----------------------- | ----------- | ------------------------ |
| Viktor Demyanenko (URS) | RSC-1       | Richard Nowakowski (GDR) |
| Ángel Herrera (CUB)     | 5-0         | Kazimierz Adach (POL)    |

### Final
| Vinnare             | Resultat | Förlorare               |
| Final               | Final    | Final                   |
| ------------------- | -------- | ----------------------- |
| Ángel Herrera (CUB) | RSC-3    | Viktor Demyanenko (URS) |